# Itaewon Class
Itaewon Class (en hangul, 이태원 클라쓰; en hanja, 梨泰院 클라쓰; romanización revisada, Itaewon Keullasseu), es una serie de televisión surcoreana transmitida del 31 de enero del 2020 hasta el 21 de marzo del 2020, a través de JTBC. La serie está basada en el webtoon "Itaewon Class" de Gwang Jin.

## Historia
La serie sigue a un grupo de jóvenes testarudos y valientes que se oponen ante las injusticias del mundo, su mundo es el barrio Itaewon en Seúl donde deciden abrir un negocio de comida.
En el primer día en su nueva escuela Park Saeroyi golpea a su compañero de clases Jang Geun-won, quien estaba intimidando a otro compañero de clases. Geun-won es el egoísta y problemático hijo mayor de Jang Dae-hee, el CEO de la corporación de alimentos "Jang Ga Group", quien también es el jefe del restaurante donde el padre de Saeroyi trabaja. Dae-hee le exige a Saeroyi que se disculpe con su hijo, pero él se niega, por lo que Dae-hee hace que despidan a su padre, y Saeroyi es expulsado de la escuela.
Lamentablemente poco después el padre de Saeroyi muere durante un accidente en auto causado por Geun-won. Furioso, Saeroyi golpea brutalmente a Geun-won, por lo que es arrestado y enviado a prisión; mientras está en la cárcel decide destruir a Da-hee, a Geun-won y su compañía. Una vez que sale de prisión y aún lleno de ira por lo sucedido, Saeroyi decide mudarse a Itaewon y seguir los pasos de su padre abriendo un restaurante.
Mientras tanto, Cho Yi-seo es una joven muy inteligente y una famosa bloguera y estrella en las redes sociales, cuyo imagen angelical no va con su personalidad. Aunque ella y Saeroyi no tienen una buena primera impresión del otro, eventualmente se unen y terminan trabajando juntos en Itaewon.
A ellos también se les unirá Jang Geun-soo, el hijo menor de Dae-hee, un joven que luego de haber crecido siendo maltratado por su hermanastro decide dejar su casa a los 17 años. Después se encuentra con Saeroyi, el cual le enseña a convertirse en un adulto. También se une al grupo Oh Soo-ah, que es el primer interés de Saeroyi, una mujer talentosa y capaz que trabaja en la empresa rival.

## Reparto

### Personajes principales
| Actor         | Personaje    | Ocupación                 | Nº de episodios | Duración |
| ------------- | ------------ | ------------------------- | --------------- | -------- |
| Park Seo-joon | Park Saeroyi | Dueño del Restaurante     | 16              | 2020     |
| Yoo Jae-myung | Jang Dae-hee | CEO de Compañía de Comida | 16              | 2020     |
| Kim Da-mi     | Cho Yi-seo   | Gerente del Restaurante   | 16              | 2020     |
| Kwon Nara     | Oh Soo-ah    | -                         | 16              | 2020     |

### Personajes recurrentes
| Actor         | Personaje       | Ocupación                             | Nº de episodios | Duración |
| ------------- | --------------- | ------------------------------------- | --------------- | -------- |
| Kim Dong-hee  | Jang Geun-soo   | Hijo Menor de Dae-hee                 | 16              | 2020     |
| Ahn Bo-hyun   | Jang Geun-won   | Hijo Mayor de Dae-hee                 | 16              | 2020     |
| Ryu Kyung-soo | Choi Seung-kwon | -                                     | -               | 2020     |
| Lee Joo-young | Ma Hyun-yi      | Chef en "Pocha"                       | -               | 2020     |
| Chris Lyon    | Kim To-ni       | -                                     | -               | 2020     |
| Kim Hye-eun   | Kang Min-jung   | Directora Ejecutiva de "Jangga Group" | -               | 2020     |
| Lee David     | Lee Ho-jin      | -                                     | -               | 2020     |
| Yoon Kyung-ho | Oh Byung-heon   | -                                     | -               | 2020     |
| Kim Yeo-jin   | Cho Jung-min    | -                                     | -               | 2020     |
| Kim Mi-kyeong | Kim Soon-rye    | -                                     | -               | 2020     |
| Won Hyun-joon | Kim Hee-hoon    | Prisionero                            | -               | 2020     |
| Yoo Da-mi     | Kim Sun-ae      | -                                     | -               | 2020     |
| Han Hye-jin   | Kook Bok-hee    | -                                     | -               | 2020     |

### Otros personajes
| Actor          | Personaje | Ocupación | Episodio(s) donde apareció | Duración |
| -------------- | --------- | --------- | -------------------------- | -------- |
| Kang Hyung-suk | -         | Enfermero | 14-15                      | 2020     |

### Apariciones especiales
| Actor           | Personaje                | Ocupación                                | Episodios donde apareció | Duración |
| --------------- | ------------------------ | ---------------------------------------- | ------------------------ | -------- |
| Solbin          | Estudiante de secundaria | Compañera de clases de Park Sae-ro-yi    | 1                        | 2020     |
| Son Hyun-joo    | Park Sung-yeol           | Padre de Park Sae-ro-yi                  | 1-2, 15                  | 2020     |
| Hong Seok-cheon | Hong Seok-cheon          | -                                        | 2, 4, 9, 16              | 2020     |
| Choi Myung-bin  | Jo Yi-seo de niña        | -                                        | 3                        | 2020     |
| Yoon Park       | Kim Sung-hyun            | -                                        | 3                        | 2020     |
| Cha Chung-hwa   | -                        | Madre de Kook Bok-hee                    | 3                        | 2020     |
| NC.A            | -                        | Amiga de Bok-hee                         | 5                        | 2020     |
| Jung Yoo-min    | -                        | Cita de Geun-won                         | 6                        | 2020     |
| Seo Eun-soo     | -                        | Solicitante para Tiempo Parcial          | 6                        | 2020     |
| Kim Il-joong    | Kim Il-joong             | Presentador del Programa "The Best Pub"  | 11, 13                   | 2020     |
| Jeon No-min     | Do Joong-myung           | CEO de "Jungmyung Holdings"              | 11-12                    | 2020     |
| Lee Jun-hyeok   | Park Joon-gi             | Cocinero / Concursante de "The Best Pub" | 11-13                    | 2020     |
| Park Bo-gum     | -                        | Chef                                     | 16                       | 2020     |

## Episodios
La serie está conformada por 16 episodios, los cuales fueron emitidos todos los viernes y sábados a las 10:50hrs. (KST).

### Índices de audiencia
Los números en color rojo indican las calificaciones más bajas, mientras que los números en azul indican las calificaciones más altas.
| Episodio | Fecha de emisión      | Participación promedio de audiencia | Participación promedio de audiencia | Participación promedio de audiencia |
| Episodio | Fecha de emisión      | AGB Nielsen                         | AGB Nielsen                         |                                     |
| Episodio | Fecha de emisión      | A escala nacional                   | Seúl                                |                                     |
| -------- | --------------------- | ----------------------------------- | ----------------------------------- | ----------------------------------- |
| 1        | 31 de enero de 2020   | 4.983 %                             | 5.283 %                             |                                     |
| 2        | 1 de febrero de 2020  | 5.330 %                             | 5.634 %                             |                                     |
| 3        | 7 de febrero de 2020  | 8.013 %                             | 8.253 %                             |                                     |
| 4        | 8 de febrero de 2020  | 9.382 %                             | 10.692 %                            |                                     |
| 5        | 14 de febrero de 2020 | 10.716 %                            | 11.986 %                            |                                     |
| 6        | 15 de febrero de 2020 | 11.608 %                            | 12.636 %                            |                                     |
| 7        | 21 de febrero de 2020 | 12.289 %                            | 13.215 %                            |                                     |
| 8        | 22 de febrero de 2020 | 12.562 %                            | 13.990 %                            |                                     |
| 9        | 28 de febrero de 2020 | 13.965 %                            | 14.903 %                            |                                     |
| 10       | 29 de febrero de 2020 | 14.760 %                            | 16.160 %                            |                                     |
| 11       | 6 de marzo de 2020    | 13.798 %                            | 15.496 %                            |                                     |
| 12       | 7 de marzo de 2020    | 13.398 %                            | 14.817 %                            |                                     |
| 13       | 13 de marzo de 2020   | 13.101 %                            | 14.344 %                            |                                     |
| 14       | 14 de marzo de 2020   | 14.197 %                            | 15.568 %                            |                                     |
| 15       | 20 de marzo de 2020   | 14.661 %                            | 16.012 %                            |                                     |
| 16       | 21 de marzo de 2020   | 16.548 %                            | 18.328 %                            |                                     |
| Promedio | Promedio              | 11.832 %                            | 12.957 %                            |                                     |

### Adaptaciones
En marzo de 2022, se anunció que la serie tendría una adaptación japonesa. La, JTBC confirmó que trabajarían con Kakao Entertainment, Kross Pictures y una importante estación de transmisión japonesa para producir una nueva versión japonesa de "Itaewon Class". La nueva versión japonesa titulada Roppongi Class, ya ha confirmado su elenco y se emitirá como una serie de 13 capítulos este verano.

## Música

### Parte 1
| No. | Intérprete   | Canción                     | Letra     | Canción   | Duración |
| --- | ------------ | --------------------------- | --------- | --------- | -------- |
| 1   | Lee Chan-sol | "Still Fighting It"         | Ben Folds | Ben Folds | 5:20     |
| 2   |              | "Still Fighting It" (Inst.) | -         | -         | -        |

### Parte 2
| No. | Intérprete | Canción              | Letra         | Canción      | Duración |
| --- | ---------- | -------------------- | ------------- | ------------ | -------- |
| 1   | Gaho       | "Start Over" (시작)  | Seo Dong-sung | Park Sung-il | 3:20     |
| 2   |            | "Start Over" (Inst.) | -             | -            | -        |

### Parte 3
| No. | Intérprete  | Canción                | Letra                    | Canción      | Duración |
| --- | ----------- | ---------------------- | ------------------------ | ------------ | -------- |
| 1   | Ha Hyun-woo | "Stone Block" (돌덩이) | Gwang Jin y Lee Chi-hoon | Park Sung-il | 3:29     |
| 2   |             | "Stone Block" (Inst.)  | -                        | -            | -        |

### Parte 4
| No. | Intérprete | Canción                          | Letra        | Canción      | Duración |
| --- | ---------- | -------------------------------- | ------------ | ------------ | -------- |
| 1   | Sondia     | "Our Souls at Night" (우리의 밤) | Lee Chi-hoon | Park Sung-il | 4:44     |
| 2   |            | "Our Souls at Night" (Inst.)     | -            | -            | -        |

### Parte 5
| No. | Intérprete   | Canción                    | Letra                      | Canción      | Duración |
| --- | ------------ | -------------------------- | -------------------------- | ------------ | -------- |
| 1   | Kim Woo-sung | "You Make Me Back"         | Oh Hyun-joo y Kim Jin-hoon | Kim Jin-hoon | 3:15     |
| 2   |              | "You Make Me Back" (Inst.) | -                          | -            | -        |

### Parte 6
| No. | Intérprete | Canción                           | Letra         | Canción      | Duración |
| --- | ---------- | --------------------------------- | ------------- | ------------ | -------- |
| 1   | Kim Feel   | "Someday, The Boy" (그때 그 아인) | Seo Dong-sung | Park Sung-il | 4:48     |
| 2   |            | "Someday, The Boy" (Inst.)        | -             | -            | -        |

### Parte 7
| No. | Intérprete | Canción                                  | Letra           | Canción                | Duración |
| --- | ---------- | ---------------------------------------- | --------------- | ---------------------- | -------- |
| 1   | Sondia     | "Are We Just Friends?" (우린 친구뿐일까) | Seo Dong-sung   | Park Sung-il           | 3:48     |
| 2   | Sondia     | "Maybe"                                  | Sondia y Miriam | Park Sung-il           | 3:48     |
| 3   |            | "Defence"                                | -               | Park Sung-il y Fraktal | 1:22     |
| 4   |            | "Are We Just Friends?" (Inst.)           | -               | Park Sung-il           | 3:48     |

### Parte 8
| No. | Intérprete  | Canción       | Letra                        | Canción      | Duración |
| --- | ----------- | ------------- | ---------------------------- | ------------ | -------- |
| 1   | Yoon Mi-rae | "Say"         | Seo Dong-sung y Lee Chi-hoon | Park Sung-il | 4:20     |
| 2   |             | "Say" (Inst.) | -                            | -            | -        |

### Parte 9
| No. | Intérpretes | Canción           | Letra   | Canción                 | Duración |
| --- | ----------- | ----------------- | ------- | ----------------------- | -------- |
| 1   | Verivery    | "With Us"         | Taibian | Taibian, Baaq y CHKmate | 4:17     |
| 2   |             | "With Us" (Inst.) | -       | -                       | -        |

### Parte 10
| No. | Intérprete | Canción            | Letra        | Canción      | Duración |
| --- | ---------- | ------------------ | ------------ | ------------ | -------- |
| 1   | The Vane   | "Straight" (직진)  | Lee Chi-hoon | Park Sung-il | 2:53     |
| 2   |            | "Straight" (Inst.) | -            | -            | -        |

### Parte 11
| No. | Intérprete | Canción                     | Letra           | Canción     | Duración |
| --- | ---------- | --------------------------- | --------------- | ----------- | -------- |
| 1   | Crush      | "Nothing I Say" (어떤 말도) | Kwon Young-chan | Hong So-jin | 4:31     |
| 2   |            | "Nothing I Say" (Inst.)     | -               | -           | -        |

### Parte 12
| No. | Intérprete | Canción               | Letra                | Canción              | Duración |
| --- | ---------- | --------------------- | -------------------- | -------------------- | -------- |
| 1   | V (de BTS) | "Sweet Night"         | Hiss Noise, V, ADORA | Hiss Noise, V, ADORA | 3:34     |
| 2   |            | "Sweet Night" (Inst.) | -                    | Hiss Noise, V, ADORA | 3:34     |

### Parte 13
| No. | Intérprete | Canción                 | Letra | Canción      | Duración |
| --- | ---------- | ----------------------- | ----- | ------------ | -------- |
| 1   | Damon      | "Brand New Way"         | Damon | Park Sung-il | 2:52     |
| 2   |            | "Brand New Way" (Inst.) | -     | Park Sung-il | 2:52     |

## Premios y nominaciones
| Año  | Categoría                       | Premio                       | Nominado (a)                   | Resultado |
| ---- | ------------------------------- | ---------------------------- | ------------------------------ | --------- |
| 2021 | OST Award                       | 30th Seoul Music Award       | "Someday, The Boy" de Kim Feel | Nominado  |
| 2021 | OST Award                       | 30th Seoul Music Award       | "Diamond" de Ha Hyun-woo       | Nominado  |
| 2021 | OST Award                       | 30th Seoul Music Award       | "Start Over" de Gaho           | Nominado  |
| 2021 | Mejor serie                     | 25th Asian Television Award  | "Itaewon Class"                | Ganó      |
| 2020 | Gran Premio (Daesang)           | 7th APAN Star Award          | Park Seo-joon                  | Nominado  |
| 2020 | Mejor actor revelación          | 7th APAN Star Award          | Ahn Bo-hyun                    | Nominado  |
| 2020 | Mejor actriz revelación         | 7th APAN Star Award          | Kim Da-mi                      | Nominada  |
| 2020 | Premio Estrella popular, Actor  | 7th APAN Star Award          | Park Seo-joon                  | Nominado  |
| 2020 | Premio Estrella popular, Actriz | 7th APAN Star Award          | Kim Da-mi                      | Nominada  |
| 2020 | Serie del año                   | 7th APAN Star Award          | "Itaewon Class"                | Ganó      |
| 2020 | Mejor banda sonora original     | 7th APAN Star Award          | "Sweet Night" de V             | Ganó      |
| 2020 | Best Rising Star Actor          | 18th Brand of the Year Award | Ahn Bo-hyun                    | Ganó      |
| 2020 | Mini-Series Silver Bird Prize   | The Seoul Drama Award        | "Itaewon Class"                | Ganó      |
| 2020 | Mejor actor                     | 56th Baeksang Arts Award     | Park Seo-joon                  | Nominado  |
| 2020 | Mejor actor de reparto          | 56th Baeksang Arts Award     | Yoo Jae-myung                  | Nominado  |
| 2020 | Mejor actriz de reparto         | 56th Baeksang Arts Award     | Kwon Nara                      | Nominada  |
| 2020 | Mejor actor revelación          | 56th Baeksang Arts Award     | Ahn Bo-hyun                    | Nominado  |
| 2020 | Mejor actriz revelación         | 56th Baeksang Arts Award     | Kim Da-mi                      | Ganó      |
| 2020 | Mejor director                  | 56th Baeksang Arts Award     | Kim Sung-yoon                  | Nominado  |
| 2020 | Technical Award                 | 56th Baeksang Arts Award     | Park Sung-il                   | Nominado  |

## Producción
La serie fue creada por Kim Do-soo para "Showbox" y está basada en el webtoon "Itaewon Class" de Gwang Jin (광진) publicada en diciembre del 2016.
Es dirigida por Kim Sung-yoon (김성윤), quien cuenta con el apoyo del guionista Gwang Jin, mientras que la producción está a cargo de Jung Soo-jin, Lee Sang-yoon y Han Suk-won.
En agosto del 2019 se realizó la primera lectura del guion. Mientras que la conferencia de prensa fue realizada el 30 de enero del 2020 donde estuvieron presentes los actores Park Seo-joon, Yoo Jae-myung, Kim Da-mi y Kwon Nara.
Cuenta con el apoyo de las compañías de producción "Showbox" (la primera serie producida por la compañía) y "Zium Content".

## Adaptaciones
| Año  | País  | Cadena   | Nombre                                          |
| ---- | ----- | -------- | ----------------------------------------------- |
| 2022 | Japón | TV Asahi | 六本木クラス / Roppongi Kurasu (Roppongi Class) |